# De Zevenhuisjes
De Zevenhuisjes is een buurtschap annex buurt in de gemeente Purmerend, in de Nederlandse provincie Noord-Holland.
Het is een van de acht kleinere buurt(schappen) in de gemeente Purmerend. De Zevenhuisjes is gelegen in het noordoosten van de Beemster nabij het dorp Oosthuizen. De plaats duidt oorspronkelijk op een aantal kleine (arbeids)woningen die bij elkaar stonden. Later werd de duiding wat breder, ook de verdere bewoning in het noordoosten valt sindsdien onder de buurt(schap).
Stad: Purmerend      

Dorpen: Middenbeemster · Noordbeemster · Purmerbuurt · Purmer (deels) · Westbeemster · Zuidoostbeemster

Buurtschappen: Arenberg · Assummerbuurt · De Blikken Schel · Halfweg · Het Hoekje · Hoornsche Keet · Klaterbuurt · De Zevenhuisjes
Noord-Holland: Steden en dorpen in Noord-Holland      Nederland: Provincies · Gemeenten